# Rue Émile Banning
La rue Émile Banning est une voie de circulation de la commune d’Ixelles, en Belgique. Elle est dénommée d'après le philosophe Émile Banning.
Créée par un arrêté royal du 11 février 1899, la rue débute avenue des Saisons et se termine avenue Adolphe Buyl. Elle est interrompue par la chaussée de Boondael. Elle est bâtie sur un terrain concédé par Maximilien Dugniolle.
De style éclectique ou néo-classique tardif, les maisons, bâties dans les années 1900, comportent deux étages, parfois trois. L'un d'entre elles, au no 48 est attribuée à William Jelley, architecte de l'Art nouveau.
Alors que le quartier de la Petite Suisse est en pleine urbanisation, la rue accueille temporairement, en 1903, une école communale, avant que celle-ci soit construite rue Elise sur un projet porté par Pierre De Groef.